# Dekanat dołhinowski
Dekanat dołhinowski – jeden z dwunastu dekanatów wchodzących w skład eparchii mołodeczańskiej Egzarchatu Białoruskiego Patriarchatu Moskiewskiego.

## Parafie w dekanacie
- Parafia Opieki Matki Bożej w Bubnach
  - Cerkiew Opieki Matki Bożej w Bubnach
- Parafia Świętej Trójcy w Dołhinowie
  - Cerkiew Świętej Trójcy w Dołhinowie
- Parafia Świętych Apostołów Piotra i Pawła w Kasucie
  - Cerkiew Świętych Apostołów Piotra i Pawła w Kasucie
  - Kaplica w Kasucie
- Parafia Czterdziestu Męczenników z Sebasty w Kostykach
  - Cerkiew Czterdziestu Męczenników z Sebasty w Kostykach
- Parafia Narodzenia Najświętszej Maryi Panny w Kurzeńcu
  - Cerkiew Narodzenia Najświętszej Maryi Panny w Kurzeńcu
- Parafia Soboru Świętych Białoruskich w Lubaniu
  - Cerkiew Soboru Świętych Białoruskich w Lubaniu
- Parafia Narodzenia Najświętszej Maryi Panny w Milczy
  - Cerkiew Narodzenia Najświętszej Maryi Panny w Milczy
- Parafia Zaśnięcia Matki Bożej w Rabuniu
  - Cerkiew Zaśnięcia Matki Bożej w Rabuniu
- Parafia Świętego Ducha w Rzeczkach
  - Cerkiew Świętego Ducha w Rzeczkach
  - Kaplica 2000-lecia Narodzenia Pańskiego w Korzekowcach
- Parafia św. Jerzego Zwycięzcy w Wardomiczach
  - Cerkiew św. Jerzego Zwycięzcy w Wardomiczach

## Galeria

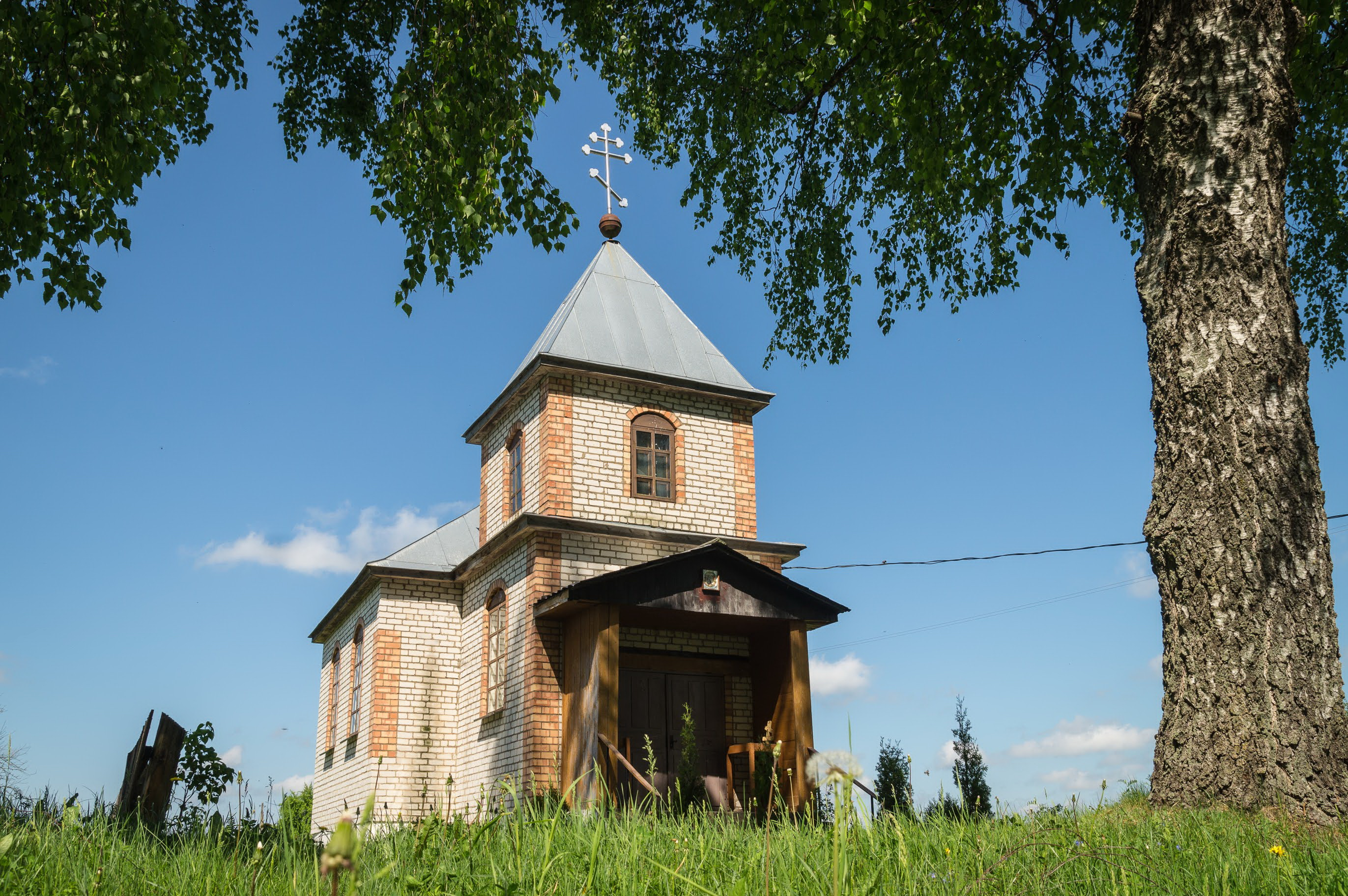
Cerkiew Opieki Matki Bożej w Bubnach
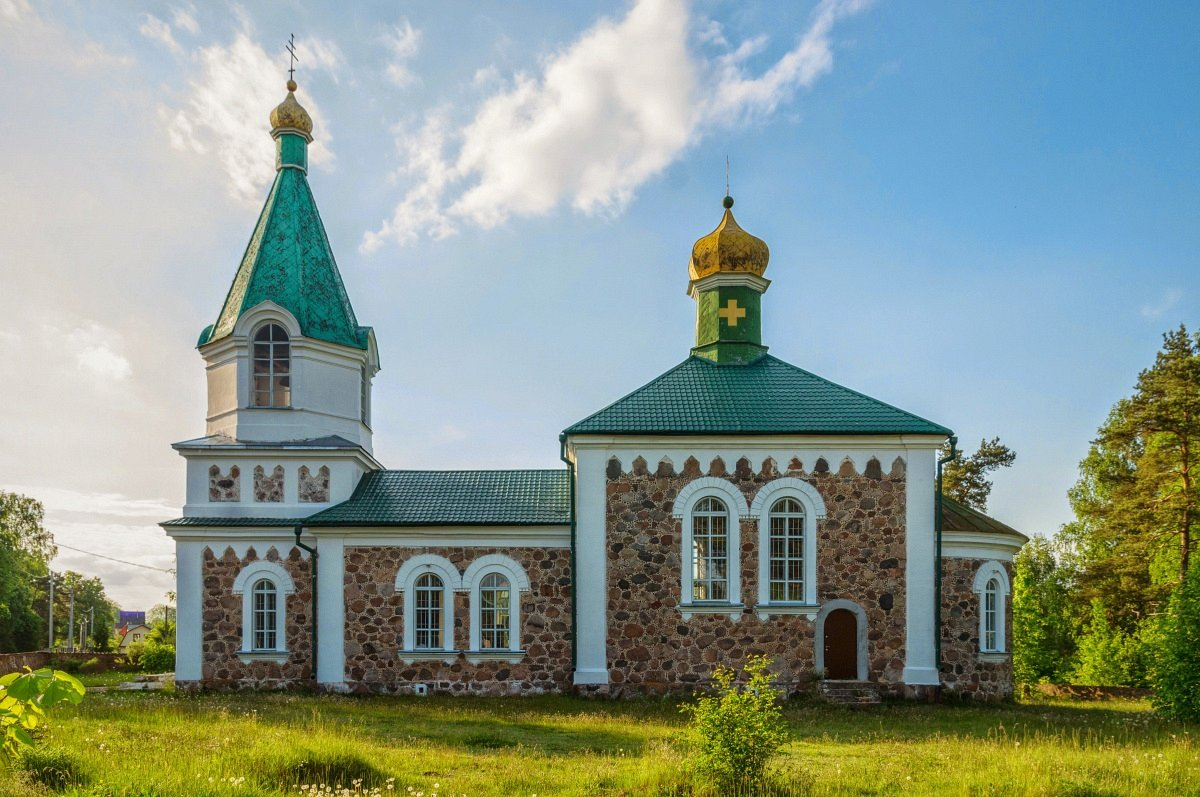
Cerkiew Świętych Apostołów Piotra i Pawła w Kasucie
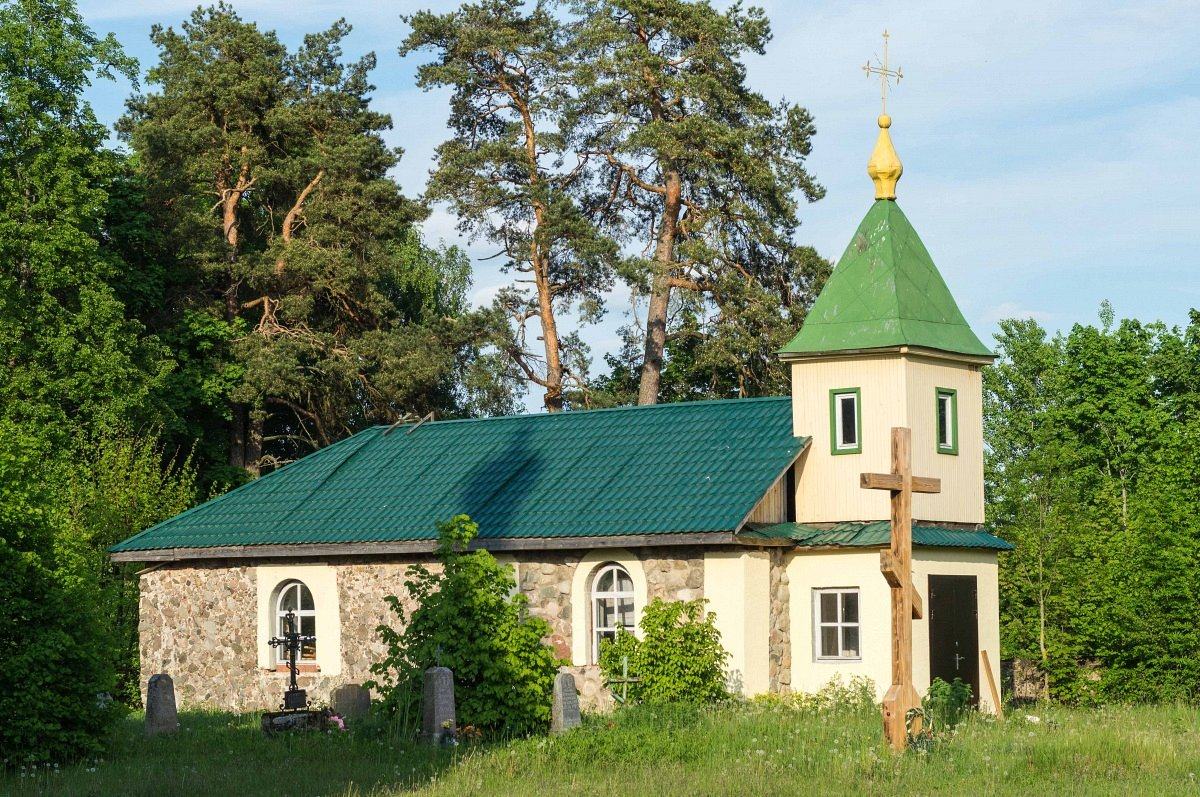
Kaplica w Kasucie
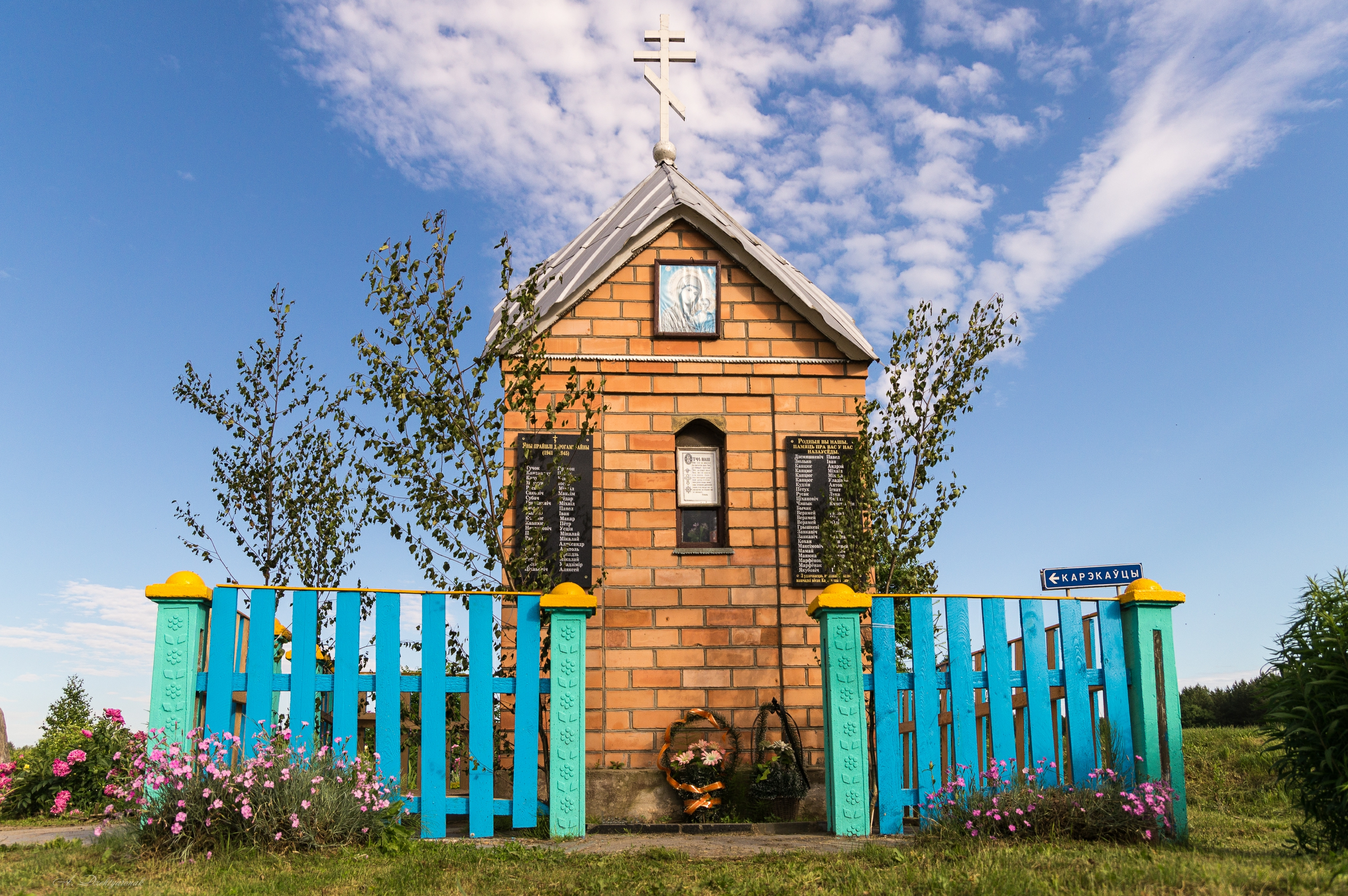
Kaplica 2000-lecia Narodzenia Pańskiego w Korzekowcach
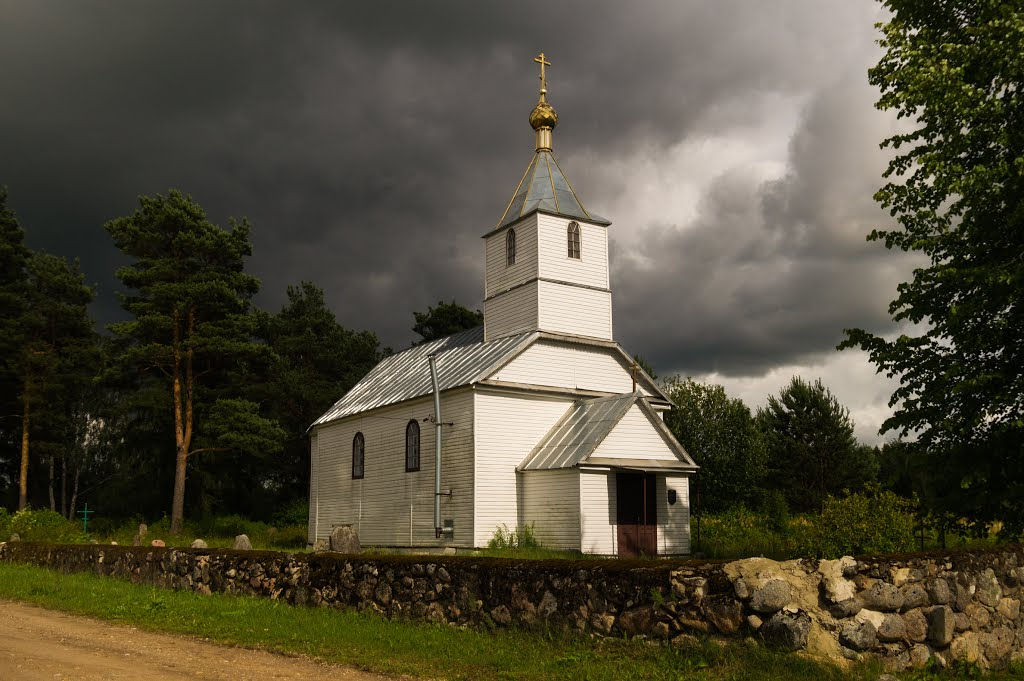
Cerkiew Czterdziestu Męczenników z Sebasty w Kostykach
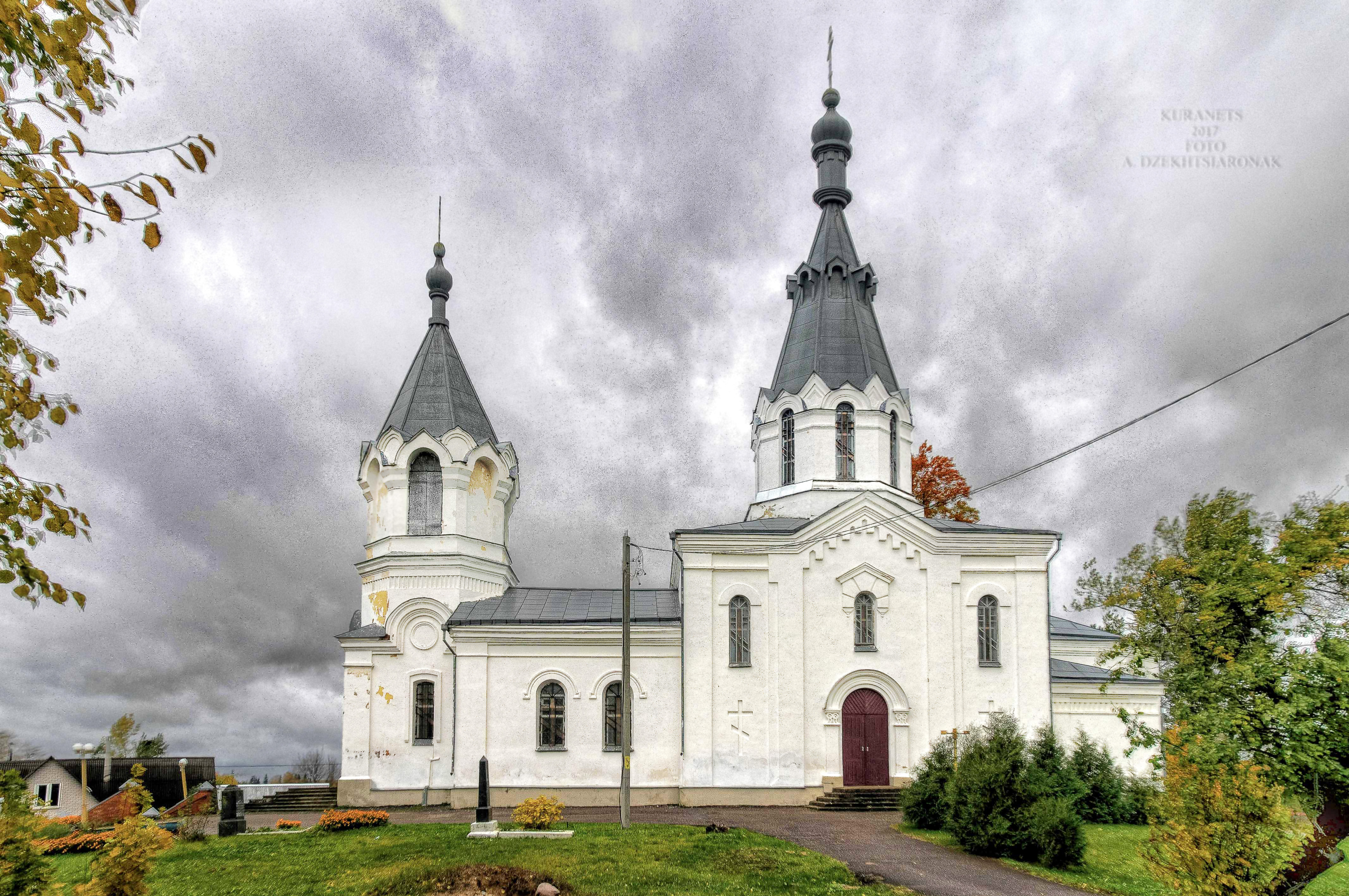
Cerkiew Narodzenia Najświętszej Maryi Panny w Kurzeńcu
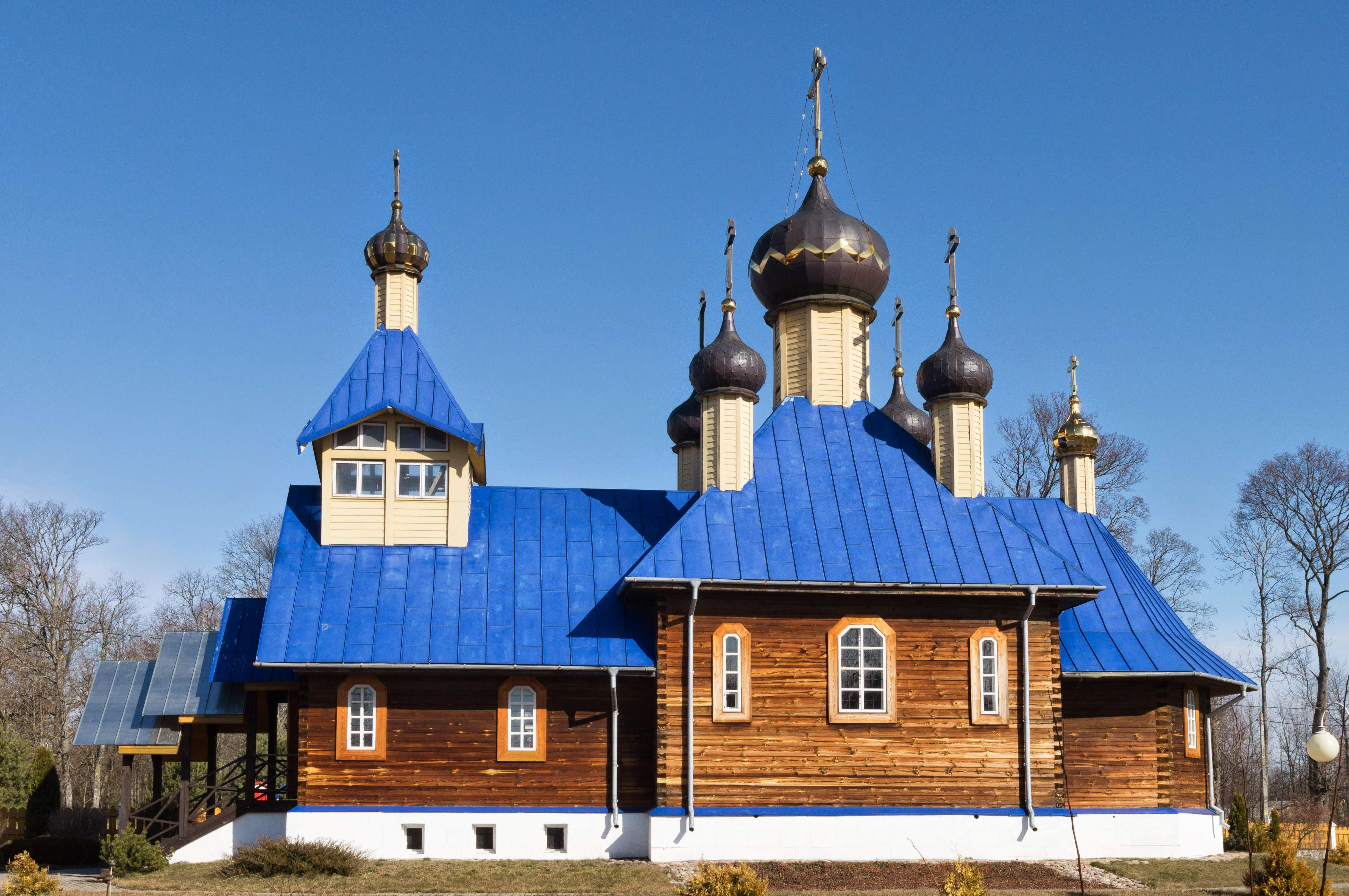
Cerkiew Soboru Wszystkich Świętych Białorusi w Lubaniu
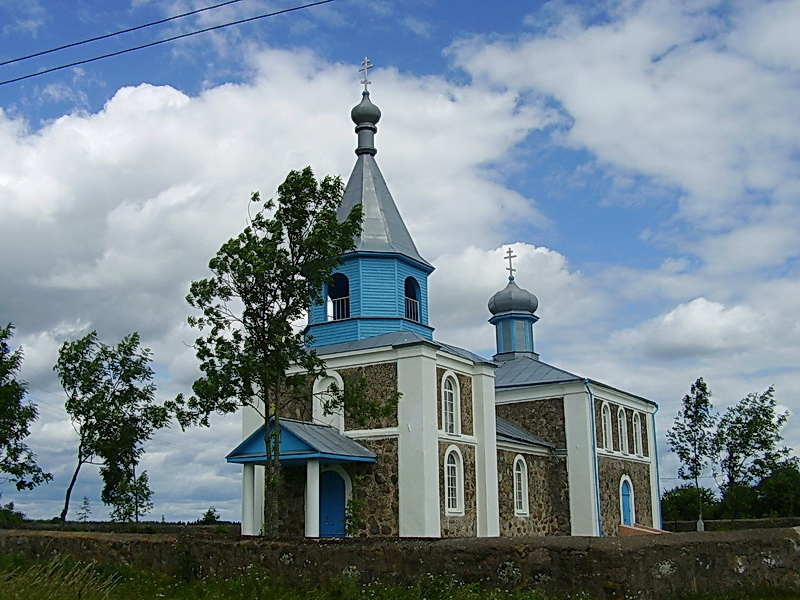
Cerkiew Narodzenia Najświętszej Maryi Panny w Milczy
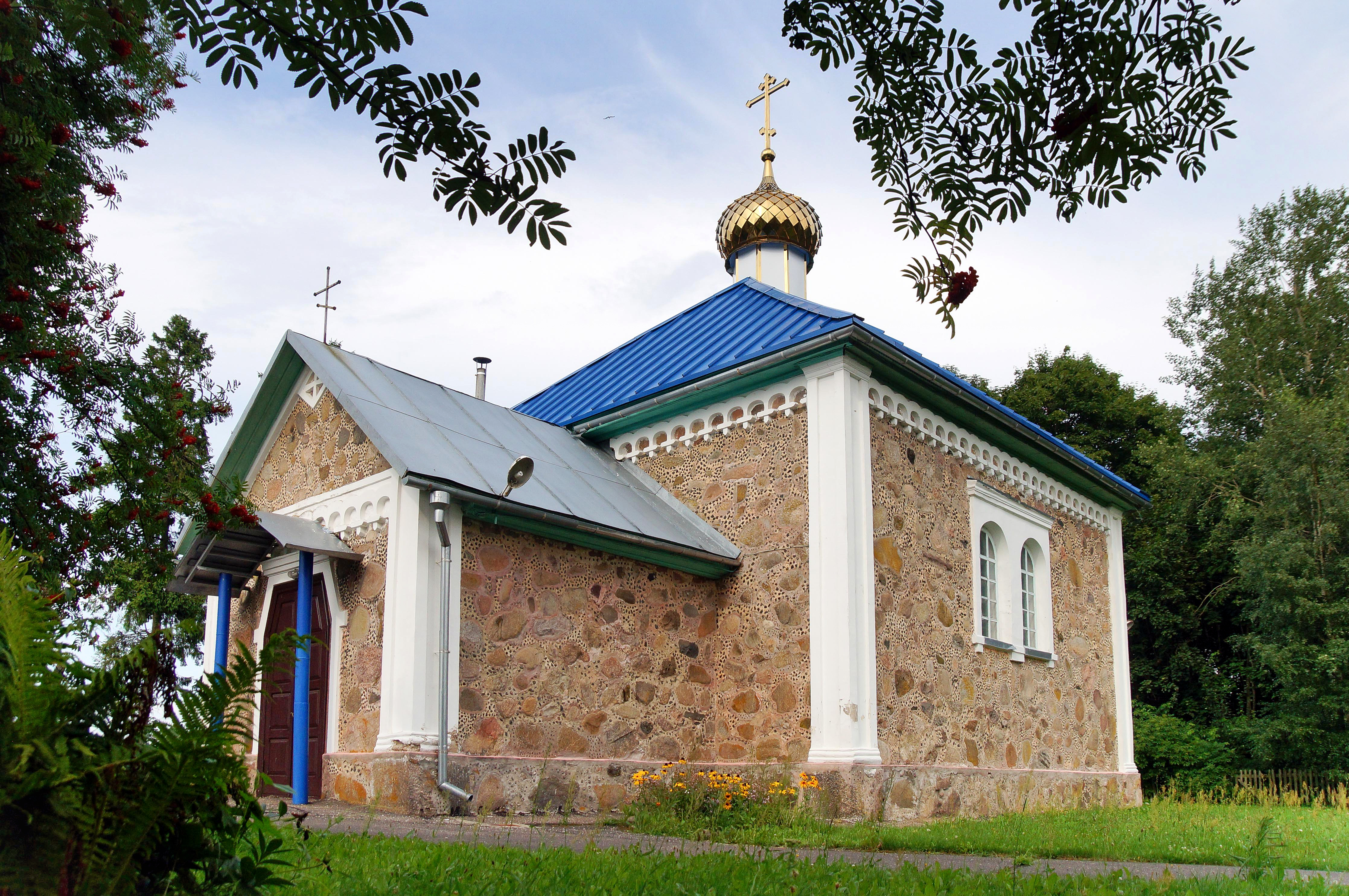
Cerkiew Zaśnięcia Najświętszej Maryi Panny w Rabuniu
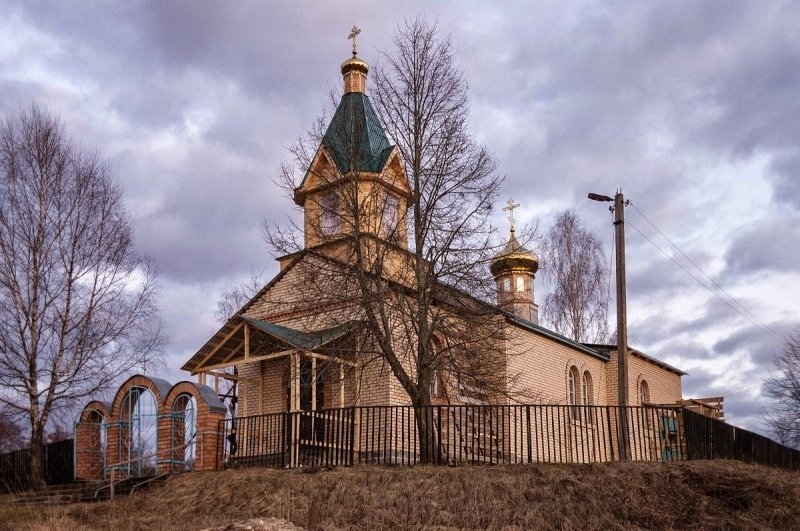
Cerkiew Świętego Ducha w Rzeczkach (stan sprzed pożaru)
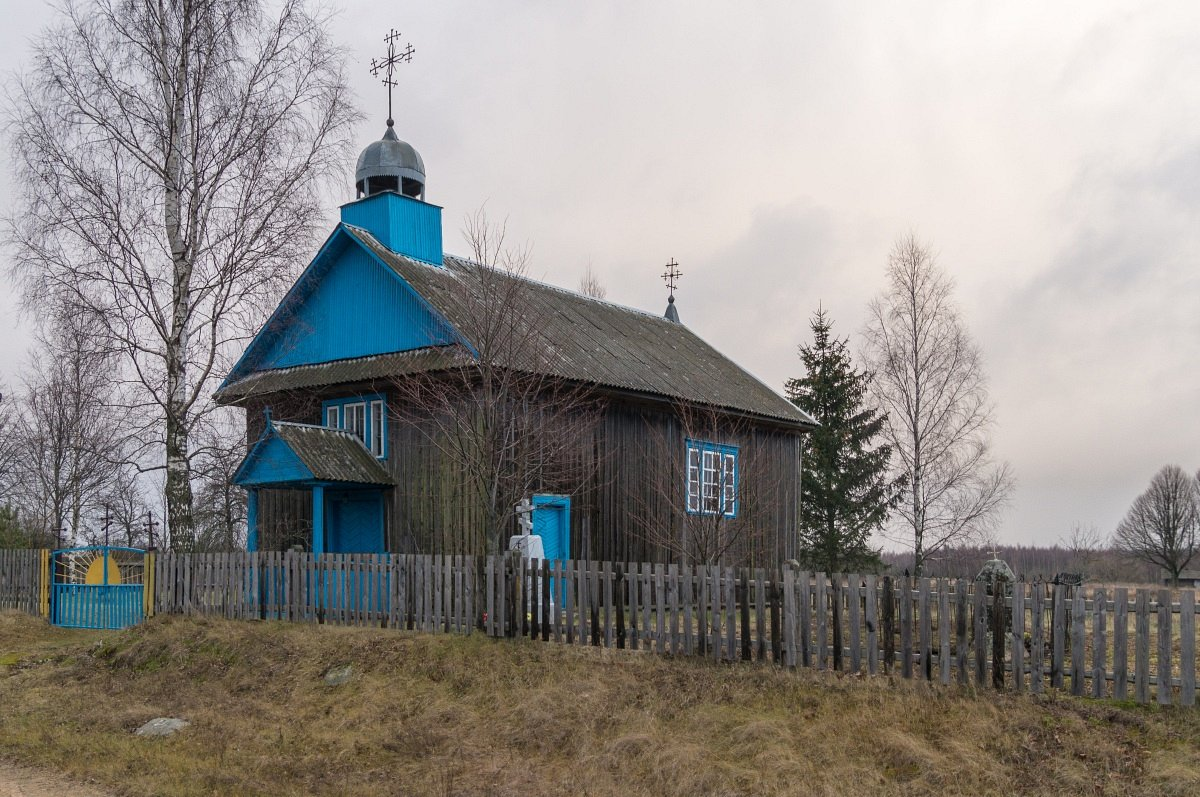
Cerkiew św. Jerzego Zwycięzcy w Wardomiczach